# Château de Caestert

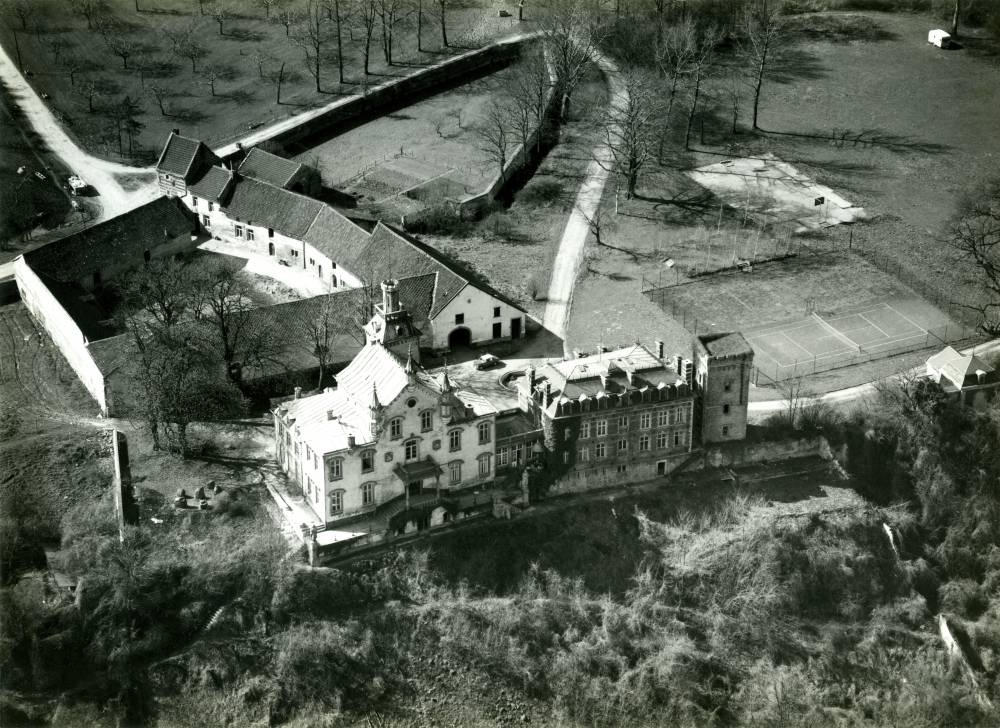
Photo aérienne de 1965

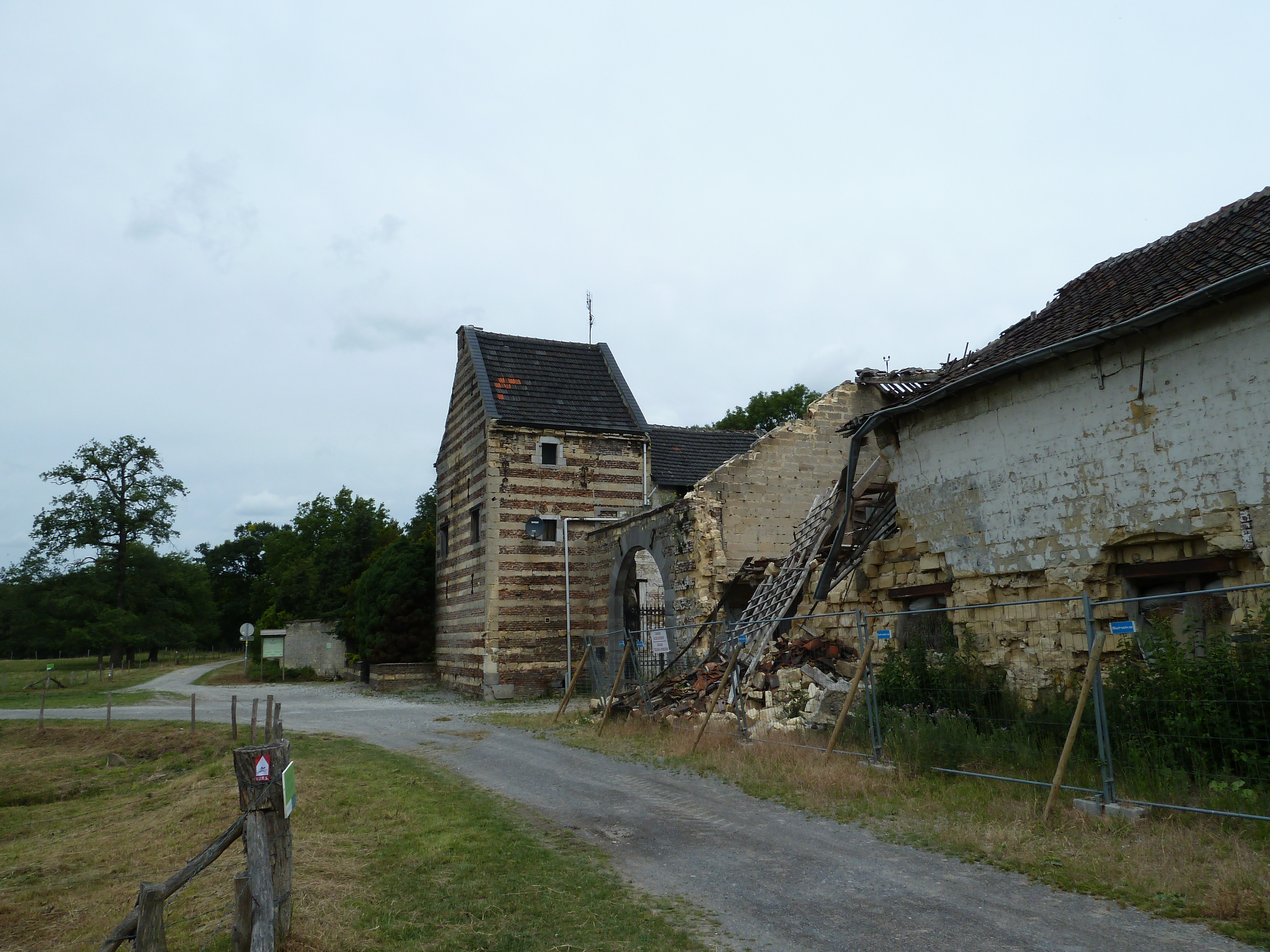
Ferme du château abandonnée en 2011

Le château de Caestert était un château situé sur le plateau de Caestert dans la province belge de Liège, au sud de Maastricht .

## Situation
Le château était situé à environ 250 mètres au sud de la frontière avec les Pays-Bas et à environ 100 mètres à l'est de la frontière avec la province du Limbourg. Perchée sur les rochers surplombant Petit-Lanaye, la forteresse dominait la zone protégée du Thier de Caster. Du côté est, elle offrait une vue imprenable sur la Meuse, tandis que du côté ouest se trouvait la ferme de Caestert, aujourd'hui en ruines. Le château se trouvait au bout du Caestertweg et à proximité de la rue de Caster.
Sous terre, un réseau de galeries creusées par les carriers s'étendait autour du château, comprenant les grottes de Castert, la crypte de Castert, la grotte du château (partiellement sous le château), la carrière de Lanaye Supérieur, la carrière de Lanaye Intermédiaire et la carrière de Lanaye Inférieure. Au sud du château disparu se trouvait également l'ancienne exploitation à ciel ouvert de la "Vallée perdue".

## Historique
Le nom "Caestert" dérive du latin "castra", signifiant "camp militaire", et fait référence à la présence d'un campement romain à cet endroit. La position stratégique du site offrait en effet un excellent point de vue sur la vallée de la Meuse. Des fouilles archéologiques ont permis de découvrir des vestiges d'une palissade en bois datant d'environ 31 avant Jésus-Christ.
Les premières mentions écrites de ce versant montagneux sous le nom de "Castra" ou "Castris" remontent à la première moitié du XIIe siècle. En 1126, l'évêque Albéron de Liège accorde au prêtre Bovo un terrain sur ce site pour y fonder une chapelle dédiée à Marie-Madeleine. La concession incluait la zone s'étendant de la colline jusqu'au milieu de la Meuse.
En 1130, la chapelle est cédée par l'évêque Alexandre de Juliers aux chanoines de Neufmoustier près de Huy. Bovo conserve l'usufruit du terrain et, un an plus tard, la superficie de la concession est augmentée. En 1169, Bovo obtient du chapitre Saint-Paul de Liège l'autorisation de faire paître son bétail sur les terres environnantes en franchise de dîme. En 1179, la dernière mention de l'église figure dans une confirmation papale attestant que Neufmoustier possédait, entre autres, l'église de Caestert. Depuis lors, aucune information n'a été retrouvée concernant cette église ou cet ermitage.
En 1376 et 1397, la "Paix de Caestert" est conclue entre le prince-évêque de Liège et les bourgeois de la ville. L'existence d'un château portant déjà ce nom à cette époque n'est pas certaine.
En 1424, le seigneur d'Emael, Bertrand de Liers, fait don de sa maison d'Enchaster à l'abbaye Saint-Jacques de Liège, ainsi que de 82 hectares de terres. En échange, les moines devaient prier pour le repos de l'âme du donateur. Il est difficile de déterminer s'il s'agissait de l'ancienne chapelle Marie-Madeleine ou d'un bâtiment plus récent.
La clé de voûte au-dessus de la porte de la ferme porte la date de 1686, correspondant au style architectural dit "Renaissance mosane". Le château lui-même, dans sa forme la plus récente, date du XVIIIe siècle et fut construit sur ordre des abbés de l'abbaye Saint-Paul.
Pendant la période française, le château est confisqué par les autorités et vendu aux enchères publiques en 1798 à la riche veuve Maria Helena Barbara Veugen-Lousberg. Il passa ensuite entre les mains de différentes familles, dont Vischers, De Brouckère, Reyntjens, Hynderick de Theulegoet et Van Ryckevorsel-Kervyn. Lors de la guerre belgo-néerlandaise pendant la révolution belge, des combats ont lieu autour du château. Avec le Blocus de Maastricht (nl), le château est défendu par le corps belge des chasseurs Chasteler, qui repoussent une attaque de 600 soldats néerlandais en janvier 1831.
Au XIXe siècle, un château d'eau est construit à proximité. En 1888, le propriétaire fait ériger un nouveau manoir entre le château d'origine et le château d'eau. À l'époque, une chapelle, la chapelle de Caestert, se trouvait à la lisière de la forêt.
Au XIXe siècle, un château d'eau est construit à côté. En 1888, le propriétaire fait construire une nouvelle demeure entre le château d'origine et le château d'eau. A cette époque, il y avait une chapelle en lisière de forêt, la chapelle de Caestert.
Le 25 octobre 1966, la tour du château, alors propriété de la société belge de ciment CBR, s'effondre. Peu de temps après, des bulldozers poussèrent les restes de la tour et du château adjacent du haut de la colline. Le manoir construit ultérieurement, le château d'eau, la chapelle et la ferme du château ne survécurent que peu de temps à cette destruction. En janvier 1972, la société de ciment obtint l'autorisation de démolir également le manoir, mais les travaux sont interrompus sur ordre du service archéologique belge. Cependant, en mars 1972, un incendie se déclara dans le complexe, ce qui permit sa démolition définitive.
En 2021, il ne restait plus qu'un vestige de la ferme de Caestert. L'état du bâtiment s'était dégradé au fil des années. Après un violent incendie le 1er avril 2013, le toit et une partie de la façade se sont effondrés. Depuis 2016, le gouvernement wallon s'est engagé à restaurer la ferme et à la transformer en centre d'accueil pour les visiteurs.

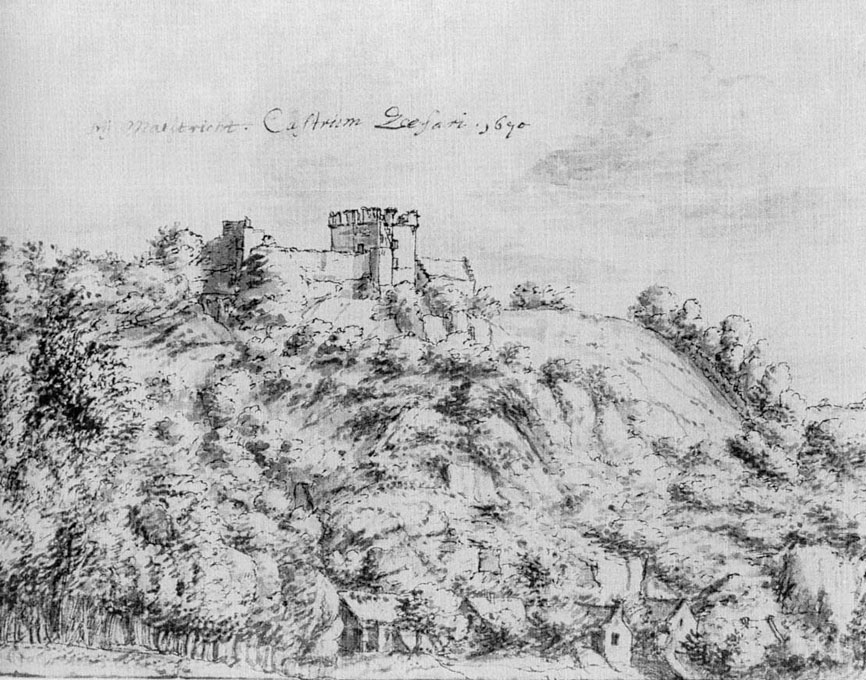
Josué de Grave (1670)
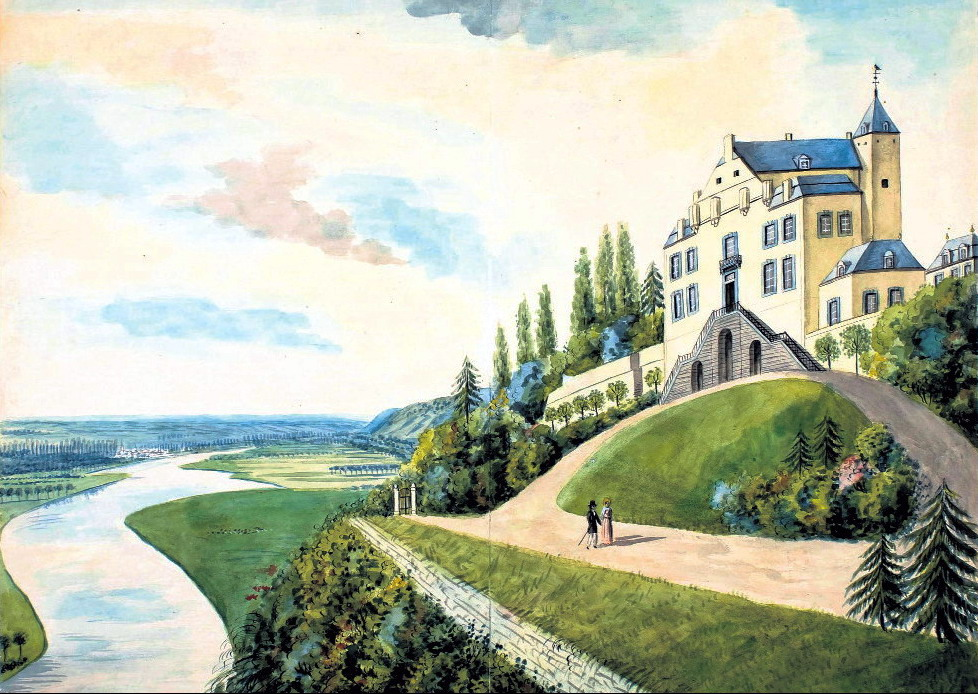
Ph. contre Gulpen (1848)
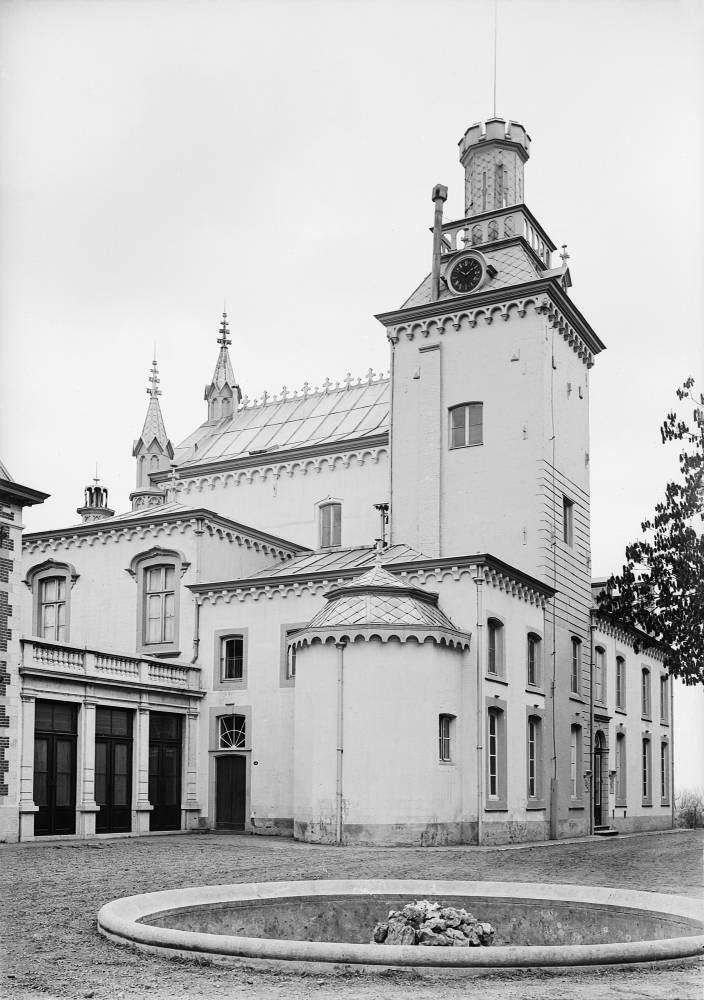
Côté ouest (1893)
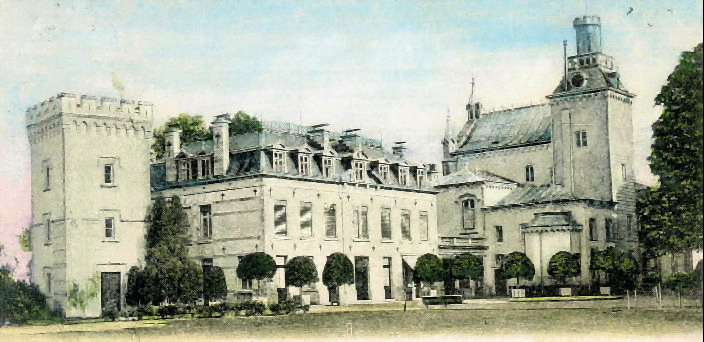
Côté ouest (1900)